# 生活形式
生活形式(せいかつけいしき、英: Form of life、独: Lebensform)はルートヴィヒ・ヴィトゲンシュタイン及び、その他大陸哲学・科学哲学の系譜に属する哲学者が用いる専門用語。「生活の様式」とも。ヴィトゲンシュタイン自身は、この用語を『哲学探究』や「確実性の問題」で用いているが、その他の哲学者において、その用法は大きく異なっており、相互に矛盾する用法がしばしば見られる。 
生活形式に関する批評は、概念全体を包括する説明がなされてはいない。ウィトゲンシュタインによれば、その概念に関する批評は簡潔で、議論の余地がないものであり、誰でも理解できるような言明である。しかしながら、いったん緊張すると、批評は既に理解されたと思われるものを説明する。この説明は人という生きものが様々な生活形式に携わっているゆえに起こる。ただし、生活形式は異なっている部分もあるものの基本的なレベルは共通していて変わらない。このことは、例えば、異文化に触れる人がどのようにして自分と異なる言語、慣習、行動を理解するのかの説明となる(ヴィトゲンシュタイン"Remarks on Frazer's Golden Bough"を参照)。
読者から出るであろう質問に対して、ヴィトゲンシュタインは次のように述べている。
「つまり、あなたは人の同意によって何が間違いで何が正しいかが決まると言っているのでしょう？」――それは、間違いや正しいのは人間が「言う」ことであり、人間が用いる特定の「言語」の中で同意する。これは意見の同意ではなく生活形式の同意である。(Wittgenstein, Philosophical Investigations, para. 241)
通常、人は自分のしていることをするまたは言う理由あるいは方法を正当化する活動をやめることはない。実際、科学的な方法で問われた問いによってある種の独特な生活形式がもたらされることもあるだろう。  
こういった問いが問われると、哲学的探求は問う人に、確かな、当然のこととして思っていたが、問いを解決する助けになる特筆すべきものを気付かせることを伴う。この問いによって、私たちが時に狼狽させられると思っていたものがことによってはさほど厄介でなくなる。私たちは与えられた生活形式を当然のものとして特に問題にしないので、物事を平易にこなすことができるというのも、生活形式によって、私がそれについて、あるいは私自身について、あるいは世界の意味についての理解が与えられるからである。生活形式は意味それ自体を可能にする。